# Temps impossibles
 (février 2022).
Si vous disposez d'ouvrages ou d'articles de référence ou si vous connaissez des sites web de qualité traitant du thème abordé ici, merci de compléter l'article en donnant les références utiles à sa vérifiabilité et en les liant à la section « Notes et références ».
Temps impossibles est le nouvel éditeur de Philippe Ébly. Basé à Mont-Saint-Sulpice dans l'Yonne, il utilise le principe de la micro-édition, et doit publier prochainement les inédits de l'auteur.
Le premier livre publié est Destination Philippe Ébly (une biographie de l'auteur) suivi de Le Prisonnier de l'eau, le vingtième Conquérants de l'impossible. La réédition des anciens romans fait aussi partie du programme à venir, sans doute sous la forme d'une intégrale groupant les histoires deux par deux à commencer par Les Dix Jours impossibles et/ou Mission sans retour. Les ouvrages sont essentiellement en vente sur le site internet de l'éditeur et sur les salons du livre où il passe.
Fred Grivaud, ancien lecteur de la série a accepté d'en devenir le nouvel illustrateur.

## Parutions
- N° 1 : Destination Philippe Ébly (Dominik Vallet) Biographie de Philippe Ébly (avril 2007)
- N° 2 : Le Prisonnier de l'eau (Les Conquérants de l'impossible n° 20) illustré par Fred Grivaud (décembre 2007)
- N° 3 : Le Chien qui miaulait (Les Conquérants de l'impossible n° 21) illustré par Fred Grivaud (mars 2009)